# Gadella molokaiensis
Gadella molokaiensis is een straalvinnige vissensoort uit de familie van de diepzeekabeljauwen (Moridae). De wetenschappelijke naam van de soort is voor het eerst geldig gepubliceerd in 1989 door Paulin.